# Anisota consularis
Espèce
Anisota consularis est une espèce de lépidoptère appartenant à la famille des Saturniidae. Cette espèce est originaire des États-Unis (Alabama, Mississippi, Louisiane, Floride, Géorgie, Caroline du Sud).